# Polibotrija
Polibotrija (lat. Polybotrya) , rod trajnica penjačica, papratnica smješten u porodicu Dryopteridaceae, dio potporodice  Polybotryoideae. Na popisu je 39 vrsta u neotropima, većina na Andama i jugoistočnom Brazilu.

## Vrste
1. Polybotrya aequatoriana R. C. Moran
2. Polybotrya alata R. C. Moran
3. Polybotrya alfredii Brade
4. Polybotrya altescandens C. Chr.
5. Polybotrya andina C. Chr.
6. Polybotrya appressa R. C. Moran
7. Polybotrya attenuata R. C. Moran
8. Polybotrya aureisquama A. Rojas
9. Polybotrya bipinnata A. Rojas
10. Polybotrya botryoides (Baker) C. Chr.
11. Polybotrya canaliculata Klotzsch
12. Polybotrya caudata Kunze
13. Polybotrya crassirhizoma Lellinger
14. Polybotrya cylindrica Kaulf.
15. Polybotrya espiritosantensis Brade
16. Polybotrya fractiserialis (Baker) J. Sm.
17. Polybotrya glandulosa Mett. ex Kuhn
18. Polybotrya gomezii R. C. Moran
19. Polybotrya goyazensis Brade
20. Polybotrya gracilis Brade
21. Polybotrya hickeyi R. C. Moran
22. Polybotrya insularis A. Rojas
23. Polybotrya latisquamosa R. C. Moran
24. Polybotrya lechleriana Mett.
25. Polybotrya lourteigiana Lellinger
26. Polybotrya matosii Canestraro & Labiak
27. Polybotrya osmundacea Humb. & Bonpl. ex Willd.
28. Polybotrya pilosa Brade
29. Polybotrya pittieri Lellinger
30. Polybotrya polybotryoides (Baker) Christ
31. Polybotrya pubens Mart. ex Kunze
32. Polybotrya puberulenta R. C. Moran
33. Polybotrya semipinnata Fée
34. Polybotrya serratifolia (Fée) Klotzsch
35. Polybotrya sessilisora R. C. Moran
36. Polybotrya sorbifolia Mett. ex Kuhn
37. Polybotrya speciosa Schott
38. Polybotrya stolzei R. C. Moran
39. Polybotrya suberecta (Baker) C. Chr.

## Sinonimi
- Soromanes Fée
- Amphisoria Trevis.
- Botryothallus Klotzsch
- Eotoneura Fée
- Granulina Bory ex Fée

## Vanjske poveznice
|  | Zajednički poslužitelj ima još gradiva o temi Polybotrya |
|  | Wikivrste imaju podatke o taksonu Polybotrya             |